# Coelichneumon fulvipes
Coelichneumon fulvipes är en stekelart som först beskrevs av Cameron 1904.  Coelichneumon fulvipes ingår i släktet Coelichneumon och familjen brokparasitsteklar. Inga underarter finns listade i Catalogue of Life.